# Орандж (Нью-Йорк)
Орандж (англ. Orange) — місто (англ. town) в США, в окрузі Скайлер штату Нью-Йорк. Населення — 1408 осіб (2020).

## Демографія
Згідно з переписом 2010 року, у місті мешкало 1609 осіб у 583 домогосподарствах у складі 403 родин. Було 712 помешкання
Расовий склад населення:
| - 95,2 % — білих - 3,2 % — чорних або афроамериканців - 0,2 % — корінних американців - 0,1 % — вихідців з тихоокеанських островів - 0,1 % — азіатів |

До двох чи більше рас належало 1,3 %. Частка іспаномовних становила 2,3 % від усіх жителів.
За віковим діапазоном населення розподілялося таким чином: 20,1 % — особи молодші 18 років, 66,6 % — особи у віці 18—64 років, 13,3 % — особи у віці 65 років та старші. Медіана віку мешканця становила 40,3 року. На 100 осіб жіночої статі у місті припадало 126,0 чоловіків;  на 100 жінок у віці від 18 років та старших — 131,1 чоловіків також старших 18 років.
Середній дохід на одне домашнє господарство  становив 69 308 доларів США (медіана — 47 813), а середній дохід на одну сім'ю — 85 897 доларів (медіана — 53 250). Медіана доходів становила 44 028 доларів для чоловіків та 32 292 долари для жінок. За межею бідності перебувало 20,7 % осіб, у тому числі 26,5 % дітей у віці до 18 років та 14,0 % осіб у віці 65 років та старших.
Цивільне працевлаштоване населення становило 511 осіб. Основні галузі зайнятості: освіта, охорона здоров'я та соціальна допомога — 27,0 %, виробництво — 19,2 %, мистецтво, розваги та відпочинок — 11,9 %, науковці, спеціалісти, менеджери — 8,8 %.